# Liste des partis politiques en Gambie
Jusqu'en 2016, la vie politique de la Gambie est dominée par un seul parti, l’Alliance patriotique pour la réorientation et la construction, parti du Président Yahya Jammeh. Les partis d’opposition étaient autorisés mais il est admis qu’ils n’ont pas de réelle chance d’accéder au pouvoir. En 2005, cinq partis d’opposition, réunissant pratiquement toutes les forces d’opposition du pays, se sont coalisés sous la bannière de l’Alliance nationale pour la démocratie et le développement (ANDD). La situation a beaucoup évolué en 2016, avec la victoire d'Adama Barrow sur Jammeh lors de l'élection présidentielle.

## Partis actuels

### Partis représentés au Parlement
- Parti démocratique unifié (United Democratic Party, 31 députés, social-démocrate, membre de l'ANDD).
- Alliance patriotique pour la réorientation et la construction (Alliance for Patriotic Reorientation and Construction, 5 députés, droite autoritaire).
- Parti de la réconciliation nationale (National Reconciliation Party, 5 députés, membre de l'ANDD)
- Gambia Democratic Congress (5 députés)
- Organisation démocratique du peuple pour l'indépendance et le socialisme (ODPIS, People's Democratic Organisation for Independence and Socialism, 4 députés, membre de l'ANDD)
- Parti progressiste du peuple (People's Progressive Party, 2 députés, membre de l'ANDD)

### Autres
- Parti gambien pour la démocratie et le progrès (Gambia Party for Democracy and Progress)
- Parti de la convention nationale (National Convention Party)
- Mouvement national d’action démocratique (National Democratic Action Movement, membre de l'ANDD)
- Gambia Moral Congress

## Partis disparus et dissous
- Parti du peuple gambien (Gambian People's Party, 1986-1994)
- Democratic Congress Alliance
- Democratic Party
- Muslim Congress
- Party United Party